# وليام كريستي
وليام كريستي (بالإنجليزية: William Christie)‏ (و. 1845 – 1922 م) هو عالم فلك من المملكة المتحدة . وكان عضواً في الجمعية الملكية، والأكاديمية الروسية للعلوم .
توفي في جبل طارق، عن عمر يناهز 77 عاماً.

## التعليم
تعلم في كلية الثالوث، كامبريدج، ومدرسة الكلية الملكية ‏

## جوائز
حصل على جوائز منها:
- زميل في الجمعية الملكية.